# 甲府市七夕祭り
甲府市七夕祭り（こうふしたなばたまつり）は、毎年7月7日七夕当日を含む数日間、甲府市中心街で開催される七夕祭りである。主催は甲府商店街連盟。

## 開催時期
7月7日七夕当日を含み、前後数日間で開催される。

## 交通アクセス
・最寄りインター 中央自動車道・甲府南IC ・最寄り駅 JR中央本線・甲府駅 ・駐車場 近隣コインパーキング

## 山梨と七夕の関係性
『ささのはさらさら』というフレーズが印象に残る唱歌「たなばたさま」は、山梨県出身の権藤花代が作詞を行った。権藤花代は、1899年山梨県韮崎市穴山町に生まれ、出版社に勤めながら、野口雨情と千葉省三に師事し、1961年（昭和36年）に62歳で亡くなるまで多くの作品を残した童謡作家である。